# 電波産業会
一般社団法人電波産業会（でんぱさんぎょうかい、Association of Radio Industries and Businesses、略称：ARIB）は、日本の携帯電話やデジタル放送に関する標準規格策定を行っている業界団体である。1995年に財団法人電波システム開発センター（RCR）と放送技術開発協議会（BTA）の事業を統合して設立され、2011年に一般社団法人に移行した。通称はARIB（アライブ）。

## 概要
- 所在：東京都千代田区霞が関一丁目4番1号
日土地ビル
- 設立：1995年5月15日[1]
- 代表理事会長：野村勝明（シャープ）
- 代表理事専務理事：児玉俊介（常勤）

2010年3月9日、「事業仕分け (行政刷新会議)第2弾」において、仕分け対象枠の公益法人に選定された。

## 目的と事業

### 目的
通信・放送など社会経済の発展を支える電波利用システムの実用化及びその普及を促進し、電波産業の健全な進歩発展を図る観点から、電波の利用に関する調査、研究、開発、コンサルティング等を行い、もって公共の福祉に寄与すること

### 事業
- 電波利用に関する標準規格の策定[2]
- 電波利用に関する調査・研究
- 電波利用に関する関連外国機関との連絡、調整及び協力
- 電波の利用に関するコンサルティング、普及啓発並びに資料又は情報の収集及び提供
- その他

## ARIBに対する批判
日本の商用無線通信機器はARIB規格に準拠したものにせざるを得ないため無線を使用した先進分野の研究技術開発を鈍らせ、自由な市場を構築できない原因となっている可能性がある。